# Apamea furva
Apamea furva là một loài bướm đêm thuộc họ Noctuidae. Loài này có ở khắp châu Âu. Ở miền tây châu Âu it is primarily montane in phần phía nam của its range qua Tây Ban Nha và Bồ Đào Nha. It is found as far phía bắc as the Arctic Circle. Từ châu Âu its range extends phía đông đến Xibia, Thổ Nhĩ Kỳ, Iran, Kyrgyzstan, Mông Cổ và Trung Quốc (Tân Cương).
Loài này ở Đại Anh và Ai Len được xem như một phụ loài, Apamea furva britannica.
Sải cánh dài 34–42 mm. Con trưởng thành bay từ tháng 7 đến tháng 8.
Ấu trùng ăn các loài the roots và stem bases of nhiều loại cỏ, bao gồm Poa, Calamagrostis neglecta, Deschampsia flexuosa và Festuca.

## Hình ảnh

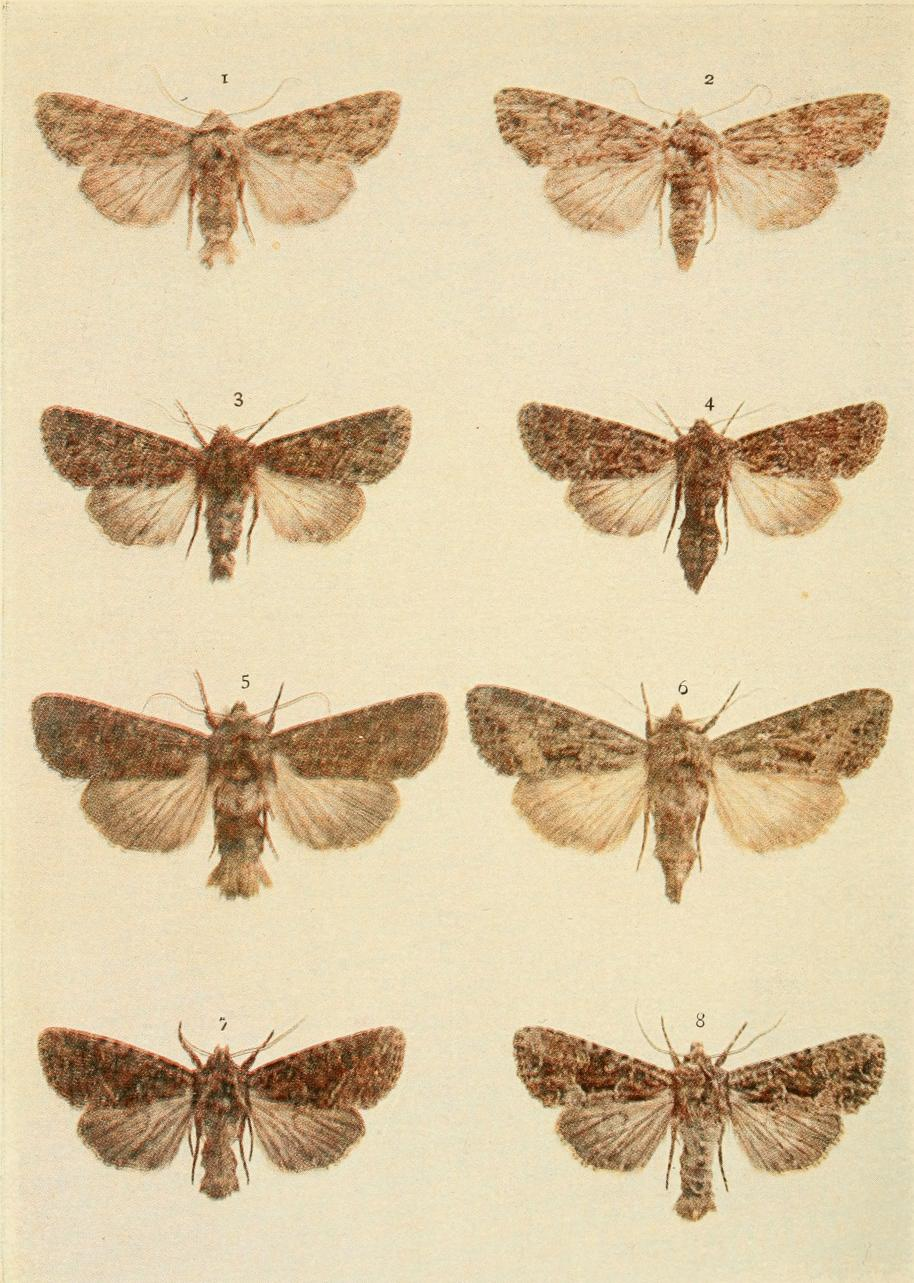